# Arnold Winkelried

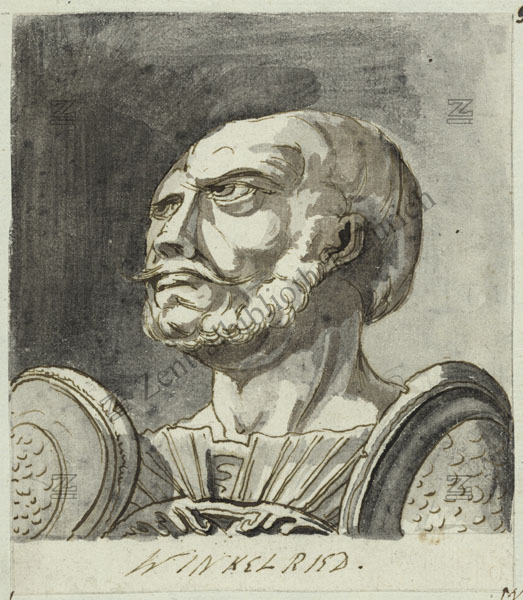
Winkelried, Zeichnung von Johann Heinrich Füssli (ca. 1750)

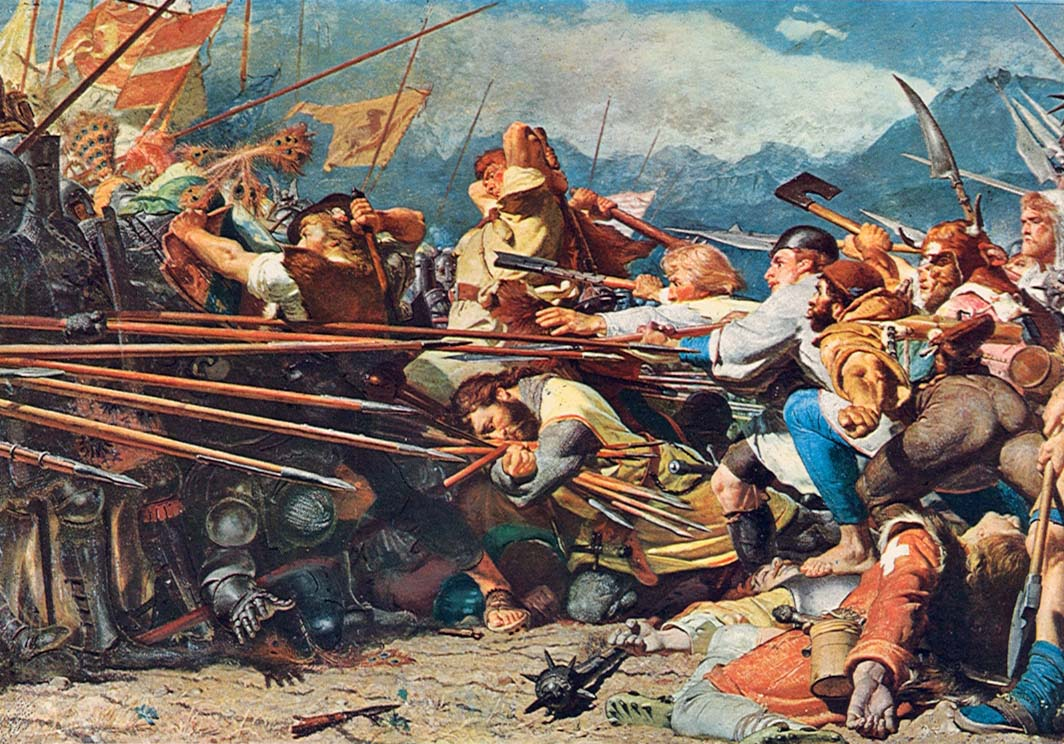
Winkelrieds Tod bei Sempach, Gemälde von Konrad Grob

Arnold Winkelried, oder Arnold von Winkelried, ist in der traditionellen Schweizer Nationalgeschichte der Held der Schlacht bei Sempach (9. Juli 1386).
Durch den freiwillig gewählten Opfertod soll er den Sieg der Acht Alten Orte gegen die Übermacht von Habsburg-Österreich ermöglicht haben.
Im 19. Jahrhundert wurde Winkelried neben Wilhelm Tell eine der zentralen Figuren der Nationalromantik
und in der Gedenkkultur um Sempach setzte eine «regelrechte Heldenverehrung» ein, die im 20. Jahrhundert oft als «Nationalmythos» eingeordnet worden ist.

## Legende
Arnold Winkelried soll am 9. Juli 1386 bei der Schlacht bei Sempach ein Bündel Lanzen der habsburgischen Ritter gepackt und, sich selbst aufspiessend, den Eidgenossen damit eine Bresche geöffnet haben. Sein Opfer soll der Schlüssel zum eidgenössischen Sieg gegen die Habsburger unter Herzog Leopold III. gewesen sein.
Die erste Erwähnung eines derartigen Helden, allerdings noch ohne Namen, war 1476 in der Zürcher Chronik. Diese schildert die bewundernswerte Tat «eines getreuen Mannes» auf Seiten der Eidgenossen.
Mit Familiennamen, als «ein Winkelried», ist der Held im Sempacherlied erwähnt, das vermutlich um 1470 entstand und in verschiedenen Versionen zwischen 1488 und 1533 überliefert ist.
Der Vorname Arnold taucht erstmals in Tschudis Chronicon Helveticum  in der Vorversion 1563 auf, zuerst als «Arnold Winckelriet», in der Ausgabe von 1564 dann als «Herr Arnold von Winckelriet, Ritter».
Winkelrieds Ausruf auf dem Schlachtfeld wird bereits im Sempacherlied in direkter Rede wiedergegeben.
In der Nationalromantik des 19. Jahrhunderts ist eine Paraphrase davon wirksam geworden, die auf
Johannes von Müller zurückgeht:

«ein Mann vom Lande Unterwalden, Arnold Strutthan von Winkelried Ritter […] sprach zu seinen Kriegsgesellen: ‹Ich will euch eine Gasse machen›, sprang plötzlich aus den Reihen, rief mit lauter Stimme: ‹Sorget für mein Weib und für meine Kinder; treue liebe Eidgenossen, gedenket meines Geschlechts›, war an dem Feind, umschlug mit seinen Armen einige Spieße, begrub dieselben in seine Brust, und wie er denn ein sehr großer und starker Mann war, drückte er im Fall sie mit sich auf den Boden.»

Das sprichwörtlich gewordene «Ich will euch eine Gasse machen» paraphrasiert die Wendungen «ich will ein Inbruch han» (in der Rede Winkelrieds) und «Den Sinen macht er ein Gassen» aus dem Sempacherlied.
Auch die zweifache Bitte des Helden «Sorget für mein Weib und für meine Kinder; treue liebe Eidgenossen, gedenket meines Geschlechts» hat bereits ein Vorbild im Lied:

«wend Irs gniesen lon min fromme Kind und Frowen, so will ich ein Frevel bston. Trüwen lieben Eydgnossen […] des wellend ir min Geschlechte in ewig gniessen lan.»

## Historizität

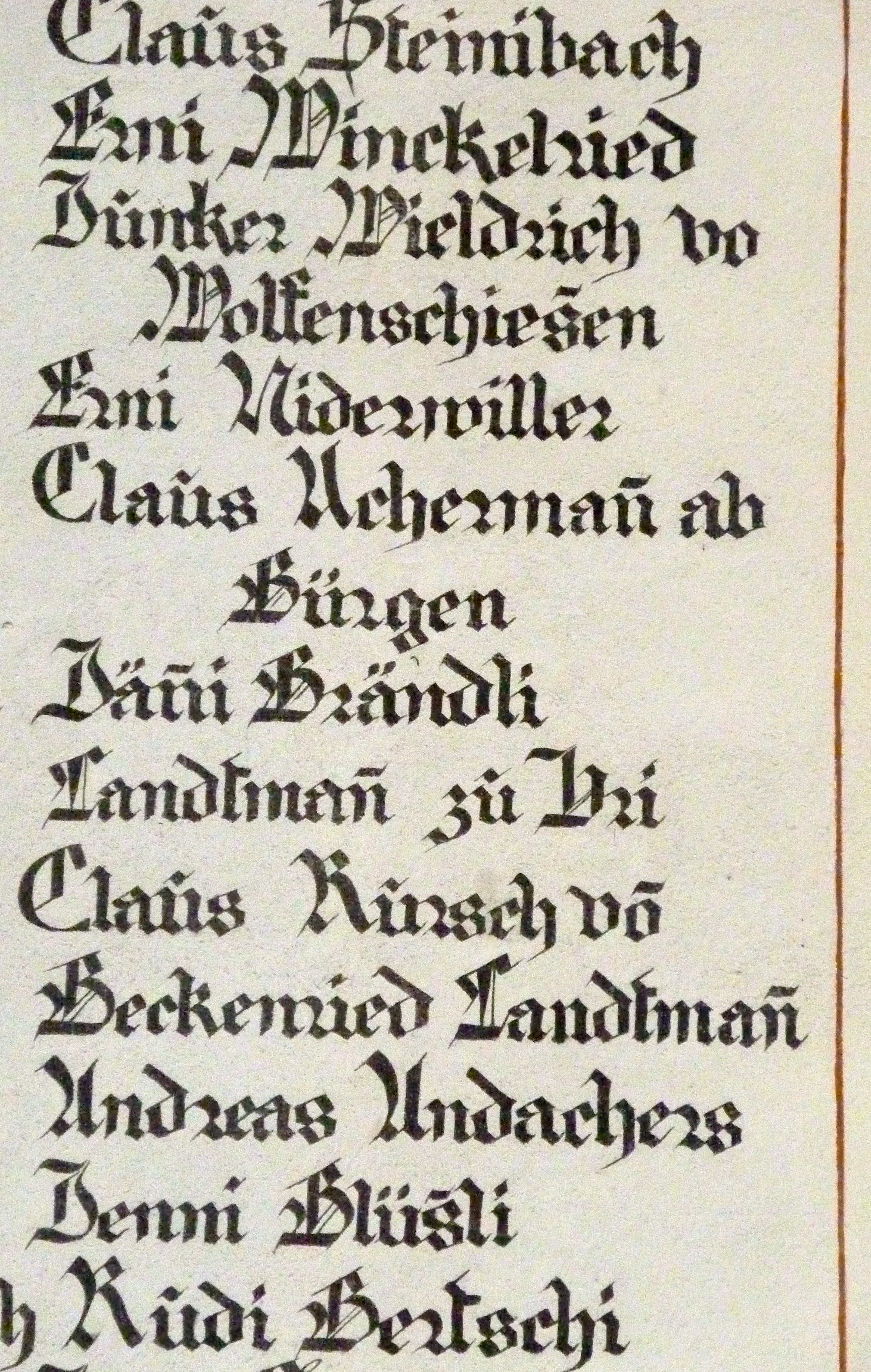
In der Schlachtkapelle Sempach ist ein «Erni Winckelried» erwähnt

Bereits im 19. Jahrhundert wurde die Historizität der Winkelriedlegende kontrovers diskutiert. Im späteren 20. Jahrhundert, besonders in den 1970er Jahren, kam es zu einem «kleinlichen Gerangel» um Winkelried zwischen konservativen und progressiven Historikern im Zusammenhang der «Dekonstruktion» des vermeintlichen «Nationalmythos».
Anders als Wilhelm Tell, dessen Sage bereits seit 1760 als «Dänische Fabel» abklassiert wurde (Gottlieb Emanuel von Haller), hatte Winkelried einen solideren Anspruch auf Geschichtlichkeit. Einerseits war zwischen der Schlacht bei Sempach und der ältesten bekannten Aufzeichnung der Legende kaum ein Lebensalter vergangen, andererseits hat auch der Inhalt der Legende selbst weniger märchenartigen Charakter, die Geschichtlichkeit der Schlacht, welche die Eidgenossenschaft als ernstzunehmende Regionalmacht etablierte und in der Herzog Leopold den Tod fand, steht fest. Dennoch haben moderne Historiker wie Guy Marchal Winkelried als blosse «Personifikation alteidgenössischer Tugend» ins Reich der Fabel verwiesen.
Die Untersuchung der Historizität Winkelrieds teilt sich in zwei unabhängige Fragen: Jene nach dem schlachtentscheidenden Heldentod bei Sempach und jene nach der historischen Person mit Namen Arnold Winkelried.
Die Berner Chronik von Diebold Schilling dem Älteren und die Tschachtlanchronik von Bendicht Tschachtlan, die zwischen 1470 und 1513 entstanden sind und detaillierte Beschreibungen der Schlacht von Sempach enthalten, erwähnen noch keinen derartigen Helden.
Die Zürcher Chronik, ebenfalls um 1470, erwähnt die Heldentat, aber nicht den Namen Winkelrieds.
Sowohl Diebold Schilling der Ältere als auch Diebold Schilling der Jüngere erwähnen die Episode wohl nicht im Text, stellen aber die Figur des von Speeren durchbohrten Helden im Zentrum ihrer bildlichen Darstellung der Schlacht dar; in der Luzerner Chronik des jüngeren Diebold trägt der Held allerdings die Farben Luzerns, nicht Unterwaldens.
Die erste Frage geht dahin, ob in der Realität der Kriegsführung im 14. Jahrhundert die beschriebene Tat, das Umfassen mehrerer Speere der Gegenseite, um eine Lücke in der Schlachtreihe zu bilden, überhaupt möglich war, bzw. ob aus anderen Schlachten Parallelen überliefert sind.
Tatsächlich beschreibt Johannes von Winterthur (gestorben um 1348/1349) eine «Winkelried-Tat».
Dabei habe in einer Schlacht zwischen Bern und Kyburg ein «beherzter und äusserst treuer Krieger» (cordatus miles fidelissimus) auf der Seite Kyburgs eine Anzahl der gegnerischen Speere erfasst und durch seinen Tod die Schlacht gewendet.
Eine weitere Parallele wird von Hermann von Liebenau (1854) angeführt. In einer Schlacht zwischen Bern und Solothurn im Jahre 1332 sei Johann Stühlinger, ein Ministeriale im Dienste von Regensburg, eine ähnliche Tat gelungen, allerdings habe der Held dieser Episode die feindlichen Linien zu Pferd durchbrochen.
Hermann von Liebenau hat in seiner Arbeit von 1854 auch akribisch Nachrichten zum Geschlecht der Winkelriede gesammelt. Es taucht erstmals um 1250 als Rittergeschlecht in Stans auf, aber gegen das Ende des 14. Jahrhunderts scheinen die Vertreter dieses Geschlechts keine Adelstitel mehr zu tragen. Ein früher Vertreter war Heinrich von Winkelried, «der Enkel eines Ritters, ein einfacher Landmann (so nennt ihn Johann von Rudenz 1381).»
Am 1. Mai 1367 findet sich der Name Erni Winkelried in einer wohlerhaltenen Urkunde.
Dies ist die einzige zeitgenössische Quelle, die den Helden von Sempach als historische Person fassbar machen könnte. Liebenau bemerkt, dass dieser Erni als letzter von fünf Zeugen unterschreibt, nach der Unterschrift eines Hans Winkelried. Dies könne darauf hindeuten, dass Erni zu dieser Zeit ein noch junger Mann gewesen sein könnte, so dass er zur Zeit der Schlacht bei Sempach ein reifes, aber noch nicht allzu vorgerücktes Alter gehabt hätte.
Ein weiterer Erni Winkelried unterschreibt 1389 wiederum als letzter Zeuge ein Dokument, also wohl wieder als jüngster Zeuge, was auf einen Sohn des älteren Erni Winkelried hindeuten könne.
Es wurde aber auch vorgeschlagen, dass der Held von Sempach erst von Aegidius Tschudi den Namen Arnold Winkelried bekam, als Hommage an den real existierenden Hauptmann Arnold Winkelried († 27. April 1522 bei der Schlacht bei Bicocca) benannt wurde.

## Erinnerungskultur und moderne Rezeption

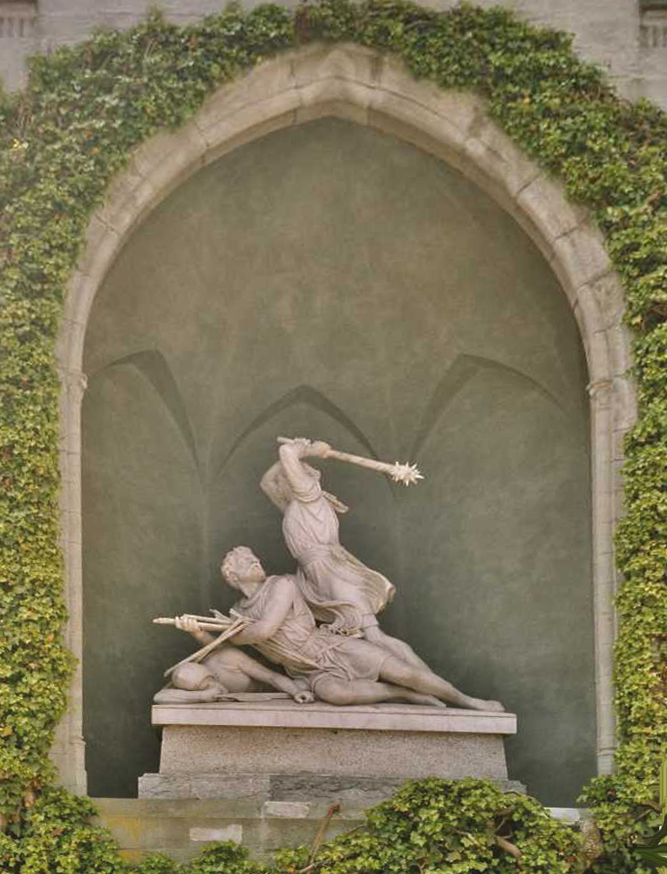
Das Winkelrieddenkmal von Ferdinand Schlöth in Stans, dem Hauptort des Kantons Nidwalden

Im 19. Jahrhundert setzte eine regelrechte Heldenverehrung ein. Im Sonderbundskrieg wurde Winkelried zum einigenden Schutzpatron der zerstrittenen Eidgenossen, nach der Gründung des Bundesstaates 1848 machten Lieder über ihn die Runde. Im Drama Kordian von Juliusz Słowacki (1833), einem Meisterwerk der polnischen Literatur des 19. Jahrhunderts, im Monolog, gesprochen auf der Spitze des Mont Blanc, nennt der Titelheld das unterjochte Polen «Winkelried der Völker». Für die Villa Charlottenfels am Rheinfall schuf Hans Bendel das Fresko Trauer um Winkelried. In der 2. Hälfte des 19. Jahrhunderts wurden sowohl diverse kantonale als auch eine eidgenössische Winkelriedstiftung gegründet, welche zur Unterstützung von im Dienst verletzten Wehrmännern bzw. von deren Familien dienen sollten.
Vor dem Zweiten Weltkrieg spielte er eine wichtige Rolle innerhalb der geistigen Landesverteidigung der Schweiz. Anlässlich der Grundsteinlegung des Kunstgebäudes der Philipps-Universität Marburg im Jahre 1927 stifteten ehemalige Schweizer Studenten ein Glasfenster, das den Opfertod Winkelrieds darstellt. Das Werk wurde 1930 nach einem Entwurf von Erhardt Klonk ausgeführt.
Ende 1944 prägte Karl Dönitz, Oberbefehlshaber der deutschen Kriegsmarine, den Begriff des «Winkelried». Dieser Ehrenname galt all jenen Angehörigen der Kleinkampfverbände der Kriegsmarine, die sich im Einsatz willentlich «für Führer, Volk und Vaterland» in voller Suizidbereitschaft opferten.
1970 pries der rechtspopulistische Schweizer Nationalrat James Schwarzenbach auf dem Schlachtfeld von Sempach den versammelten Anhängern seine Überfremdungsinitiative als «Winkelriedstat».
In Stans steht heute, in einer kapellenartigen Nische, das 1865 von Ferdinand Schlöth geschaffene Winkelrieddenkmal.
Eine Gedenktafel für ihn befindet sich in der Walhalla in Donaustauf. Das Rathausmuseum Sempach zeigt in seiner Ausstellung neben der Schlachtgeschichte auch den Mythos um den Schlachthelden.